# C22H33NO3
化学式C22H33NO3（摩尔质量：359.50 g/mol）可以指：
- 环美卡因，CAS号：139-62-8
- 翠雀花碱，CAS号：545-61-9

|  | 这个同类索引页列出了具有相同分子式的化学物（即同分異構體）条目。 除非您是有意链接至本页，否则应将相应条目的内部链接指向正确的条目。 |